# Côte de Walgreen
La côte de Walgreen est une région côtière de la terre Marie Byrd, en Antarctique occidental, donnant sur la mer d'Amundsen, et séparée de la côte de Bakutis à l'ouest par le cap Herlacher et de la côte de Eights à l'est par le cap Waite. Elle a été baptisée en l'honneur de l'homme d'affaires américain Charles Walgreen, sponsor de l'expédition de Richard Byrd.